# Washim (dystrykt)
Washim (dystrykt) (marathi वाशिम जिल्हा, ang. Washim district) – jest jednym z trzydziestu pięciu dystryktów indyjskiego stanu Maharasztra. Zajmuje powierzchnię 5 134 km².

## Położenie
Położony jest w centralnej części tego stanu. Graniczy z dystryktami: 
od zachodu z Buldana, 
od  północy z Akola i Amarawati, 
od wschodu z  Yavatmal, 
a na południu z Hingoli.
Stolicą dystryktu jest miasto Washim.

## Rzeki
Rzeki przepływające przez obszar dystryktu :
- Adan
- Arunavati
- Bembla
- Katepurna
- Nirguna
- Painganga
- Pus